# Georges Platteau
Georges Platteau (1924-2002) was van 1971 tot 1976 burgemeester van Vlamertinge. Hij was de laatste burgemeester van deze gemeente, die door fusie in 1976 werd opgenomen in de stad Ieper. 
Georges Platteau was onderwijzer en gaf zijn hele loopbaan les in de lagere school van 'Ons Tehuis' in Ieper. Hij stichtte in 1956 de vzw De Gilde in Vlamertinge: een lokaal voor alle bewegingen en verenigingen uit de christelijke arbeidersbeweging, meteen een zaal voor alle culturele en sociale activiteiten van Vlamertinge. 
Als burgemeester zorgde hij voor de dorpskernvernieuwing, de bouw van  sporthal, de uitbreiding van de woonzones Streuvelswijk en De Landing. 
Na de fusies werd hij schepen in Groot-Ieper (1977-1988). Hij zette zich nadien, samen met zijn echtgenote in voor het Ieperse Onderwijsmuseum. 
Hij was getrouwd met Bertha Van Elslande (1920-2009), zus van minister Renaat Van Elslande en zelf gedurende vele jaren provincieraadslid en bestendig afgevaardigde voor cultuur in West-Vlaanderen.